# Miller 200 1996
Miller 200 1996 var den trettonde deltävlingen i CART World Series säsongen 1996. Tävlingen vanns av Alex Zanardi, som därmed tog sin andra seger för säsongen, och gick upp på tredje plats i mästerskapet. Mästerskapsledaren Jimmy Vasser tog en välbehövlig andraplats.

## Slutresultat
| Plats | Förare                | Team                     | Grid | Kvaltid  |
| ----- | --------------------- | ------------------------ | ---- | -------- |
| 1     | Alex Zanardi          | Chip Ganassi Racing      | 1    | 1.06,339 |
| 2     | Jimmy Vasser          | Chip Ganassi Racing      | 2    | 1.06,621 |
| 3     | Michael Andretti      | Newman/Haas Racing       | 4    | 1.07,180 |
| 4     | Bryan Herta           | Team Rahal               | 3    | 1.06,878 |
| 5     | Bobby Rahal           | Team Rahal               | 9    | 1.07,511 |
| 6     | Adrián Fernández      | Tasman Motorsports       | 8    | 1.07,427 |
| 7     | Christian Fittipaldi  | Newman/Haas Racing       | 5    | 1.07,268 |
| 8     | André Ribeiro         | Tasman Motorsports       | 10   | 1.07,550 |
| 9     | Greg Moore            | Forsythe Racing          | 7    | 1.07,421 |
| 10    | Mark Blundell         | PacWest Racing           | 13   | 1.07,822 |
| 11    | Stefan Johansson      | Bettenhausen Motorsports | 20   | 1.09,283 |
| 12    | Parker Johnstone      | Comptech Racing          | 16   | 1.08,265 |
| 13    | Al Unser Jr.          | Marlboro Team Penske     | 15   | 1.07,956 |
| 14    | Jan Magnussen         | Marlboro Team Penske     | 18   | 1.08,753 |
| 15    | Eliseo Salazar        | Dick Simon Racing        | 26   | 1.10,973 |
| 16    | Davy Jones            | Galles Racing            | 23   | 1.10,186 |
| 17    | Gil de Ferran         | Jim Hall Racing          | 14   | 1.07,898 |
| 18    | Robby Gordon          | Walker Racing            | 17   | 1.08,384 |
| 19    | Hiro Matsushita       | Payton/Coyne Racing      | 25   | 1.10,528 |
| 20    | Juan Manuel Fangio II | All American Racing      | 22   | 1.09,918 |
| 21    | Scott Pruett          | Patrick Racing           | 6    | 1.07,287 |
| 22    | Raul Boesel           | Brahma Sports Team       | 11   | 1.07,581 |
| 23    | Roberto Moreno        | Payton/Coyne Racing      | 21   | 1.09,480 |
| 24    | Max Papis             | Arciero-Wells Racing     | 19   | 1.08,880 |
| 25    | P.J. Jones            | All American Racing      | 24   | 1.10,433 |
| 26    | Maurício Gugelmin     | PacWest Racing           | 12   | 1.07,606 |